# Ivančena
Ivančena (925 m n. m.) je kamenná mohyla v Beskydech mezi Malchorem a Kykulkou pod vrcholem Lysé hory v Malenovicích v Moravskoslezském kraji. Byla postavena na památku skautů, kteří byli popraveni za účast v protinacistické odbojové skupině Odboj slezských junáků.

## Historie mohyly
Jméno Ivančena pochází od původního majitele místa – Ivánka.
Historie mohyly na Ivančeně se začala psát 6. října 1946, kdy členové 30. oddílu Junáka z Moravské Ostravy (po sloučení se spřáteleným dívčím oddílem funguje dodnes pod názvem TOM 4312 Třicítka a Dvojka) vedení Slávou Moravcem vztyčili na úpatí Lysé hory jednoduchý kříž. Ten postavili mezi kameny, kam také položili lahvičku s krátkým vzkazem. Pomníček vytvořili na památku svých skautských přátel z odbojové skupiny Odboj slezských junáků, kteří byli za účast v protinacistickém odboji 24. dubna 1945 popraveni gestapem na samém konci války na starém židovském hřbitově v polském Těšíně.
Kolem kříže se začaly vršit kameny, které na ni přikládali kolemjdoucí k uctění památky mrtvých. Kámen po kameni tak začala vyrůstat mohyla, která se v průběhu času, přes nástup komunismu v roce 1948 a následný zákaz Junáka, začínala z malého pomníčku padlým kamarádům stávat symbolem skautské nezdolnosti a protestem proti nesvobodě. Skauti, trampové ale i obyčejní lidé si výstupem k Ivančeně začali připomínat také další hrdiny protinacistického odboje. Vyjadřovali tím také vzdor proti vládnoucímu bolševismu.
V průběhu demokratizačního procesu Pražského jara došlo ke krátkému obnovení Junáka a výstupy na Ivančenu se začaly stávat pravidelnou akcí, které se účastnily tisíce lidí. Tuto novou tradici se už nikdy potom nepodařilo zničit. V myslích pamětníků zůstává zejména výstup roku 1969 za účasti náčelníka bratra Rudolfa Plajnera, který tehdy mohylu označil “… za památník všech junáckých obětí v boji za svobodné demokratické Československo.“
Komunistický režim se však podobných akcí začal silně obávat, a tak se výstupům na Ivančenu snažil všemožně zabránit. Zákazy, kontroly a příkazy vyvrcholily v dubnu 1981, kdy se nemalá skupina ozbrojených příslušníků SNB všemožně snažila vyprovokovat účastníky akce k nějaké „protisocialistické reakci.“ Marně. Nebylo v policejních silách dlouhodobě monitorovat a kontrolovat všechny návštěvníky Beskyd a vyhazovat jim nalezené kameny z batohů ven. A tak mohyla i nadále rostla.V dobách nesvobody se o ni staraly zejména „turistické“ oddíly Slávy Moravce a Karla Líby a nemalou zásluhu měli také trampové a hajný Kaňok z Jestřábího. Nezapomenutelnou podobu vtiskly mohyle stavební úpravy Miloše Tvrdého – Harryho. Ke kamenům přibývaly i nejrůznější tabulky se vzkazy a hesly, kterými jejich tvůrci vyjadřovali nejen hold zavražděným hrdinům, ale také odpor ke všem formám totalitní moci. Ta se z Československa vytratila po listopadových událostech roku 1989, a tak již od jara 1990 mohly výstupy na Ivančenu probíhat opět ve svobodném duchu.
V prosinci 1994 došlo k vážné devastaci mohyly, kdy se neznámí vandalové neštítili na kusy rozbíjet také pamětní desky. Následně proto vznikla iniciativa v čele s bratrem Pavlem Ženatým, které se podařilo získat dostatek finančních prostředků a mohylu zrekonstruovat. Byly vybudovány základy a mohyla přesunuta pár metrů od hřebene, aby nezasahovala do katastru tří obcí. Doplněna byla také o pamětní stélu a slavnostně posvěcena biskupem Františkem Lobkowiczem.
V roce 2015 začala pracovní skupina při Krajské radě Junáka Moravskoslezského kraje připravovat rekonstrukci mohyly na Ivančeně. Byla vyhlášena sbírka na její obnovu. Během roku 2017 byla rekonstrukce slavnostně dokončena a mohyla získala novou podobu.

## Tradiční výstup
V době komunismu se k Ivančeně dělaly pochody – účastnili se skauti, trampové i turisté. Pochody byly sledovány Státní bezpečností. Poutě k mohyle trvají dodnes – v sobotu kolem 24. dubna (vždy je to poslední sobota před nebo v den svátku sv. Jiří (24. dubna)) tam míří skauti z celé České republiky, o den později potom zase trampové. Turisté navštěvují mohylu pravidelně koncem roku. Od roku 1996, kdy byla na židovském hřbitově v polském Těšíně umístěna pamětní deska Odboji slezských Junáků, koná se v rámci poutě i vzpomínková akce na tomto místě.

## Fotografie

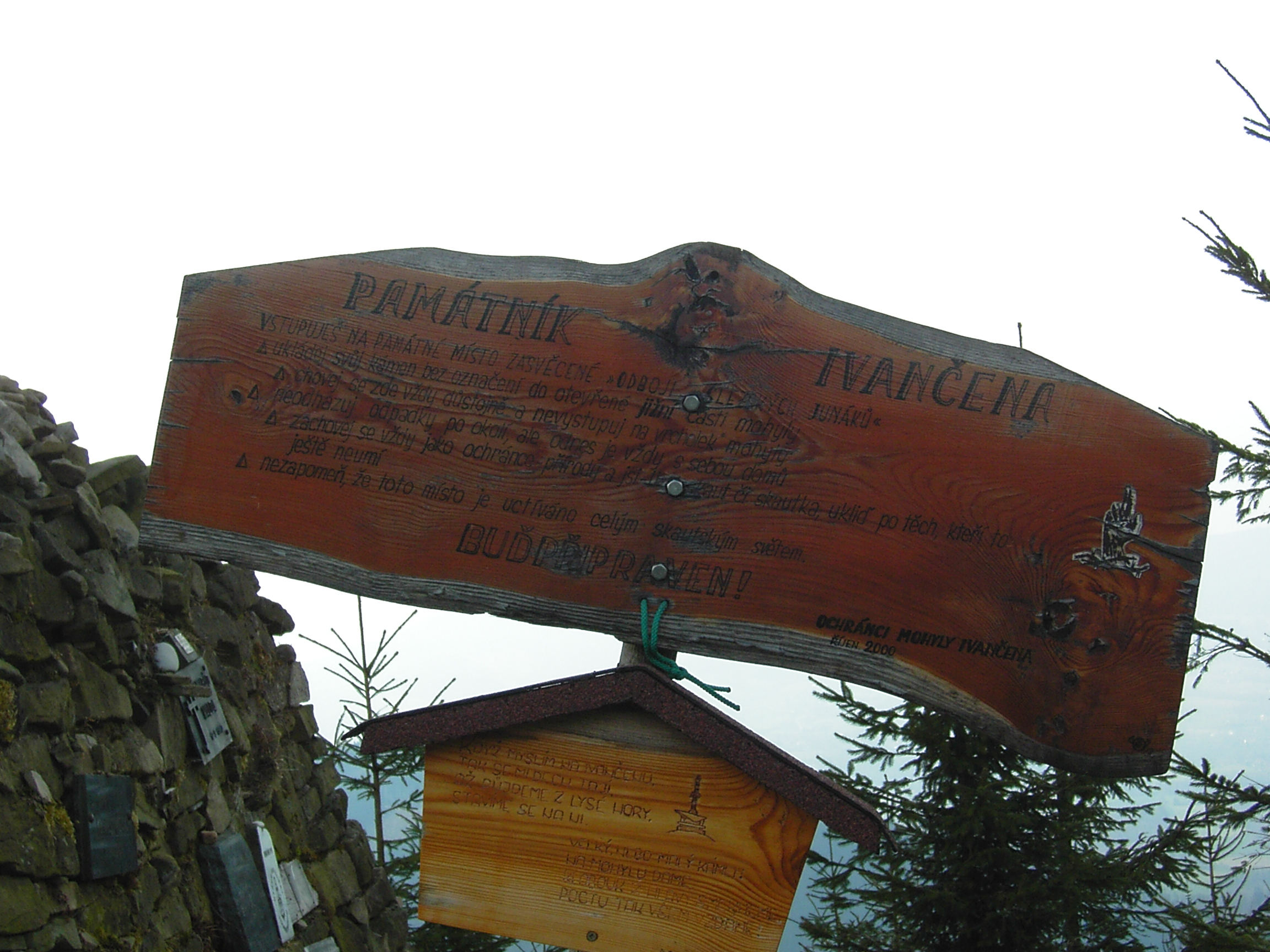
U mohyly Ivančena v Beskydech
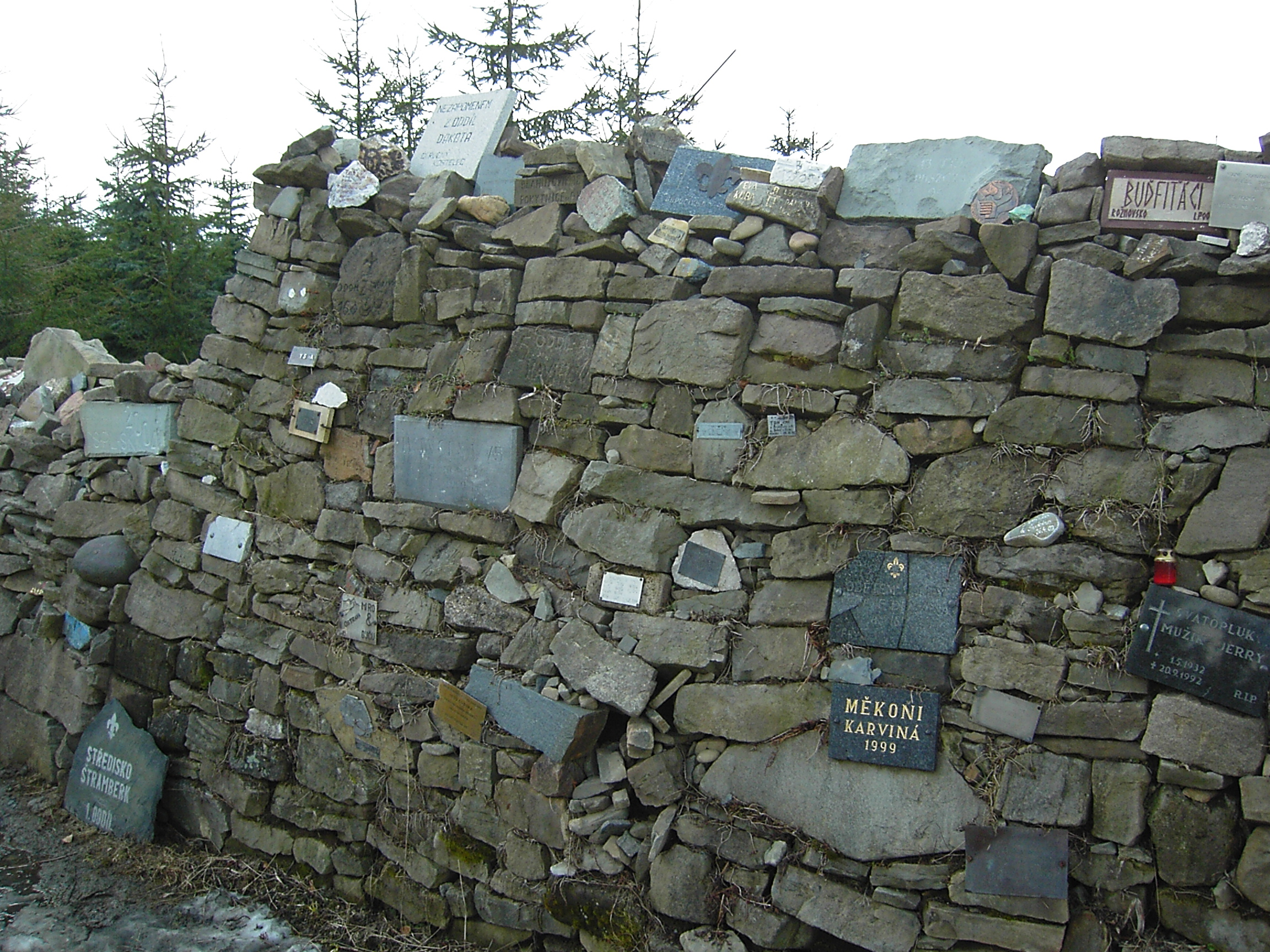
Mohyla Ivančena v Beskydech
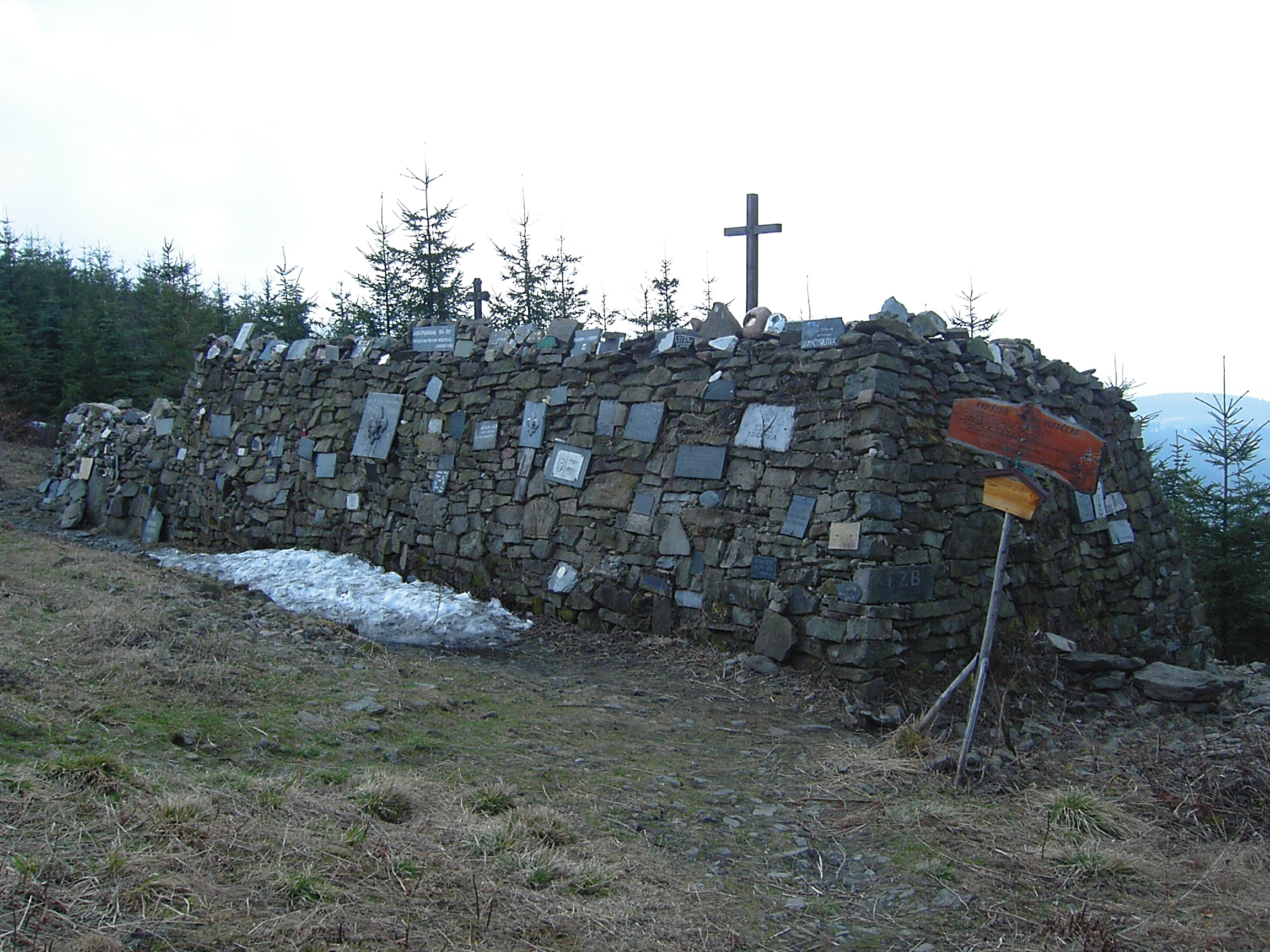
Mohyla Ivančena v Beskydech
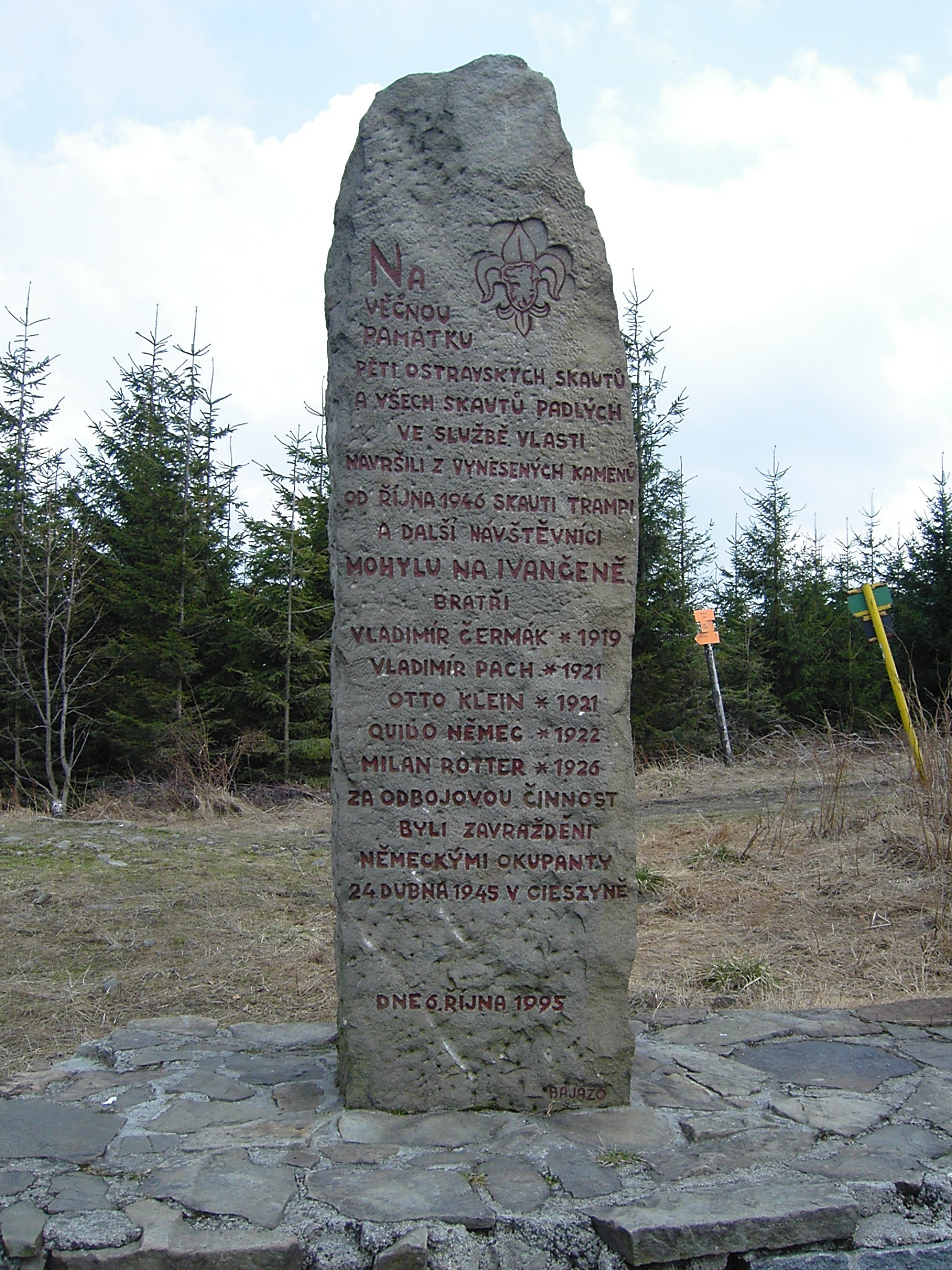
U mohyly Ivančena v Beskydech
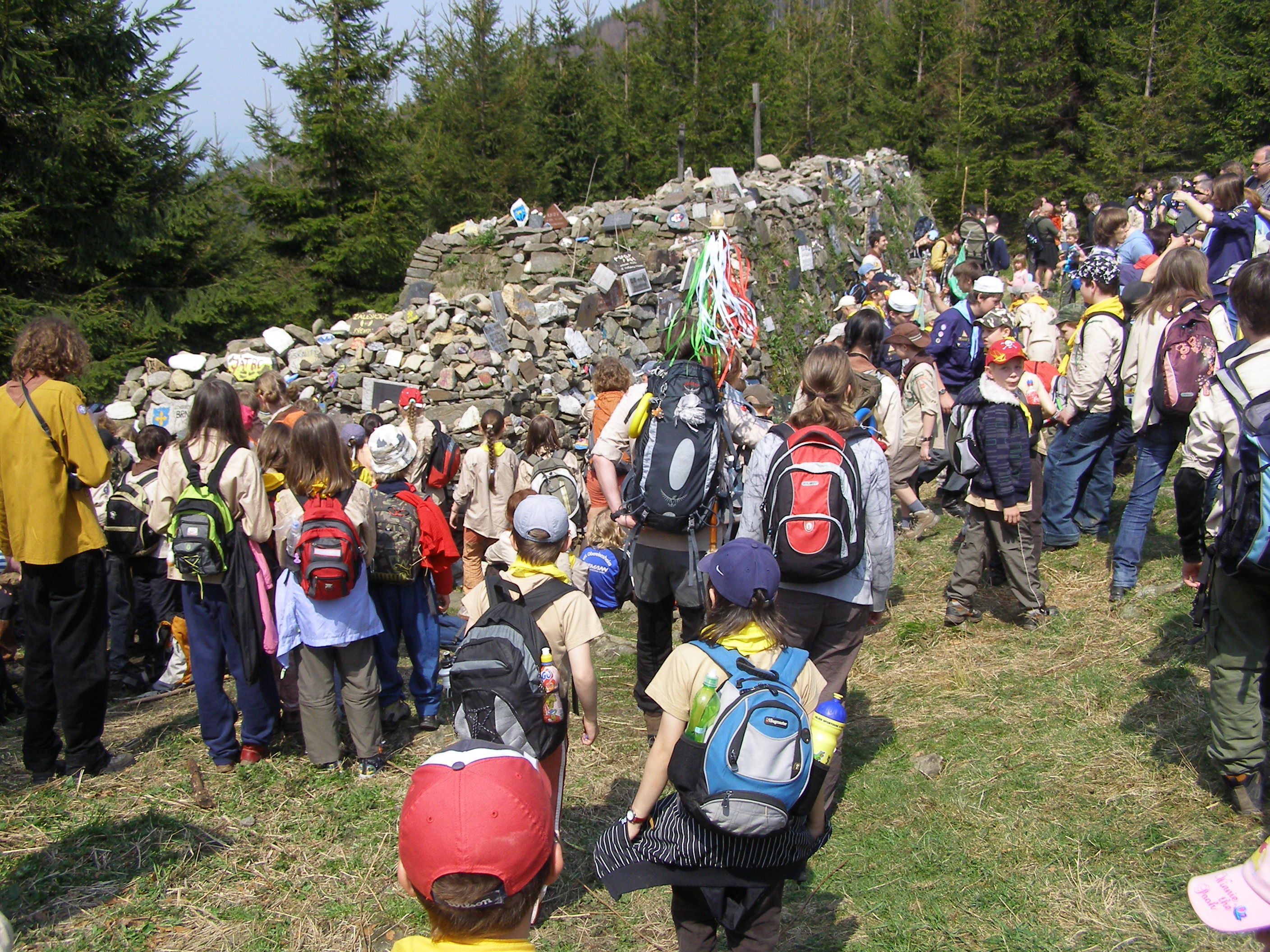
Setkání skautů u Ivančeny, 2011